# アストロガールズ
アストロガールズ（ASTROGIRLS）は、デノンのイメージキャラクター。同社のヘッドホン50周年を記念して広報キャラクターとして誕生した。双子の姉妹、雨立 日（姉・あまだてまひる）と雨立 申（妹・あまだてしん）によるボーカルユニットで、声優の小倉唯と上坂すみれがキャラクターボイスを務める。キャラクターデザインは、よしともが手がけている。

## 概要

### 由来
これは1970年に、当時の日本コロムビアが海外進出のツールとして打ち立てたアストロガールというキャンペーンガールに由来しており、2016年、日本の音響市場に新たなる需要を高める施策として、再度新たなストーリーと共に「アストロガールズ」として復活させた。

### 初代アストロガール
1970年に当時の日本コロムビアがアメリカのニューヨークに現地販売会社（Nippon Columbia of America）を開設し、本格的な市場の開拓に着手。しかし、当時の日本コロムビアはアメリカでは全くの無名であった為に、 販売店に製品を売り込む以前にブランドの知名度を上げる必要があり、 駐在員は大変苦労をした。
そこで海外進出のツールとして「アストロガール」というキャンペーンキャラクターが生み出された。「アストロガール」とは文字通り 「宇宙飛行士のお嬢さん」の意味。宇宙飛行ヘルメットをかぶったアジア系のお嬢さんが、お月様の上に座っており、月面着陸に沸くアメリカ国民や販売店の気持ちにあやかって、ブランドや商品の導入を円滑に進めようとした工夫の現れではないかと想像される。
また、日本コロムビアのデノンレーベルのシングルレコード盤の内袋に容姿が描かれていた事がある。

## ストーリー
1970年、デノン海外進出キャンペーンガールの任を終えた初代アストロガールである 「藤枝マキ」は日本に戻り結婚し、 双子の孫娘の申と日という子宝にも恵まれ静かに暮らしていた。
そして時は経ち、2016年。デノン社内では日本の音響市場に新たなる需要を高める施策が求められていた。その先頭を走る広報部長の宮野は、海外市場開拓時代にキャンペーンガールとして打ち立てたアストロガールに目を付けた。 彼はすぐさま初代アストロガールである藤枝に連絡をとる。
アポイントを取り、藤枝の住む東京都三鷹市に向かった。待ち合わせをしている喫茶店に向かうと、そこには高校生くらいの少女がふたり。
「はじめまして、雨立日です。それからこっちが妹の申。デノンの宮野さんですね？おばあちゃんがちょっと体調を崩しまして、話を聞いてくるように言われてきました。」
宮野は初代の藤枝マキに孫がいることに驚きながら、それよりも驚いたのはこの二人の少女、双子だろうか、どちらも可愛らしい容姿、そしてまっすぐな瞳をしていた。
「この子達なら…。」宮野はそう心で呟くと、二人分のカフェオレを注文し、席に座った。
宮野は、自身が扱うメイン商材のヘッドホン、 スピーカー等は、何を聴く為にユーザーが買うかと言えば「音楽を聴くため」であり、ならば自社の商品をアピールする為に、商品で聴く為の音楽、歌を作ろうと考えたのだ。アストロガールというデノンのキャンペーンガール、そして専用の持ち歌…。宮野は新生アストロガールを作ろうと思い付いたのである…！
二人の容姿をみた瞬間に宮野は次のアストロガールはこの二人しかいないと判断し、思いつくままに新生アストロガールの企画を話し始めた。
「歌をうたってくれないだろうか？」
「歌…ですか？」
突然の申し出にキョトンとする申と日だったが、人前で歌う事や表現する事に興味を持っていた二人は、互いに目を合わせると、 宮野の問いに笑顔で頷いたのだった。
こうして3人のデノン市場開拓劇が始まった…！

## プロフィール
雨立日と雨立申は、16歳・双子の女の子。デノンの通称「電音」が名前のモチーフのなっており、かつて電音の工場があった東京都三鷹市に住んでいるという設定になっている。6月1日生まれのふたご座で、共に身長は155cmのB型。家族構成は祖母、父、母で、夢はおばあちゃんのような立派なアストロガールになること。二人仲良く一緒にいる事が多く、余暇は二人で公園やカフェめぐりをする一般的な女子高生である。
互いに言わずに髪型を変えても同じ髪型になるところが、双子ならではの隠された二人の性質だという。雨が嫌いなところや、一人称は自分の名前ではなく二人とも「わたし」と呼ぶところも共通点。二人とも甘党で、申はいちご大福、日はクレープが好きだが、なぜか申は生クリームが嫌い。日はあんずだけは食べられない。
雨立 日（）（姉）
声 - 上坂すみれ
東京都三鷹市内在住の高校一年生。ニックネームはまひるん。
姉として一歩前を行こうとするが、いつも妹の申に助けられている。妹の申とは対照的で、体力・精神力が高く素振りを日課としている。ダンス、美術、体育が得意で、科学と罰ゲームが苦手。好きな言葉は「愛」だというロマンチストな一面も。木で出来た小物を集めるのが趣味。たまにカレーライスを作ってくれる。「ラジャー！」が口癖の天真爛漫で明るいそのイメージどおり、太陽のようにまぶしいオレンジ色が好きだとか。好きな花は可愛らしいペチュニア。最近はマイプレイリスト作成にハマっている。
雨立 申（）（妹）
声 - 小倉唯
東京都三鷹市内在住の高校一年生。  ニックネームはしんちゃん。
穏やかな性格で丁寧口調。「そうなんですか」が口癖である。好きな色は水色。
ピアノ、音楽と数学が得意で、好きな言葉は「勉強」だと言っている程、知力が高く姉よりもしっかりしている。逆に苦手なのは保健体育と人の多い場所。好きな音楽はケロケロ系。日頃はクッキーを焼いたり、ネコをかわいがったり、大好きなマリーゴールドなどの花に水やりをするのが日課だが、時にはアプリゲームに夢中になることも。

## キャラクターデザイン
よしとも
「AQUA ARIS」所属のコンセプトアーティストとして、イラストを担当する。主な制作実績に声優・花澤香菜の「KANAight 〜花澤香菜キャラソン ハイパークロニクルミックス〜」ジャケットイラスト等がある。

## グッズ・関連商品
DENON 50周年記念ヘッドフォン
第1弾
2016年9月15日から2000台完全限定生産「AH-D1100AG アストロガールズ・スペシャルエディション」を発売。キャラクターソングのシリアルコードを封入。
第2弾
2017年9月1日から2500台完全限定生産「AH-C620R/AG アストロガールズ・スペシャルエディション」を発売。新キャラクターソングとオーディオドラマのシリアルコードを封入。

## メディアミックス

### キャラクターソング
ハレクモリアメユキカミナリ
作詞：Reom 作曲・編曲：Fine*
歌唱：雨立 日
日のソロデビュー曲。
アフター＊レイン
作詞：Reom 作曲・編曲：Fine*
歌唱：雨立 申
申のソロデビュー曲。
ハジマモノガタリ
作詞：Reom 作曲：U-NO 編曲：Kanki
歌唱：雨立 日
日の新曲。
かんざし
作詞・作曲：Reom 編曲：Kanki
歌唱：雨立 申
申の新曲。
AstroElectronic
作詞・作曲：Reom 編曲：Kanki
歌唱：雨立 日 & 雨立 申
日と申のデュエット曲（AH-C620Rの追加特典）。

### オーディオドラマ
「アストロガールズ始動!」
アストロガールズがデノン公式広報キャラクターとしての「おしごと」に挑戦するオーディオドラマ。

### PV
アストロガールズの紹介
アストロガールズに任命された雨立姉妹による自己紹介やAH-D1100AG購入特典のキャラソンの紹介をする。
デノン ヘッドホンの歴史 presented by アストロガールズ
アストロガールズによるデノン製品のヘッドホンの歴史を紹介をする。
2017年アストロガールズ第2章プロモーションビデオ
2016年の活動を振り返り、AH-C620R/AG購入特典の新曲やオーディオドラマの紹介をする。
他、公式ウェブサイトのボイスアーカイブでは季節に合わせたボイスを再生可能。